# 蕭贊育
蕭贊育（1905年02月15日—1993年6月15日），字化之，出身於湖南邵陽。黃埔軍校第一期，乃蔣介石親信，被世人稱為蔣介石的“十三太保”。

## 經歷
- 南京市主委[5]
- 國民黨執委會主委[6]
- 中華民國第一屆立法委員[7]

## 逝世
1993年6月15日，蕭贊育因心律不整病逝於臺北市內湖區大湖街的寓所，享壽九十歲。安葬於國軍示範公墓中將區。

## 外部連結
- （中文） 蕭贊育： 蔣介石侍從室與親歷西安事變 （页面存档备份，存于）